# Angelo Rotondi
Angelo Luigi Rotondi (Legnano, 1º luglio 1907 – Legnano, 28 novembre 1998) è stato un calciatore italiano, di ruolo portiere.

## Carriera
Giocò nel Legnano per otto stagioni, di cui una in Serie A e tre in Serie B. Nel 1933 passò alla Roma, con la cui maglia giocò tra le riserve. L'anno successivo fu ceduto allo Spezia. Militò poi nell'Anconitana, nella Pro Patria, nell'Arona, e nuovamente nel Legnano, lasciando definitivamente il club lilla nel 1941.

## Palmarès

### Club

#### Competizioni nazionali
- Serie C: 1

Anconitana-Bianchi: 1936-1937